# Luchthaven Bulawayo
Luchthaven Bulawayo (Bulawayo Airport, officieel: Joshua Mqabuko Nkomo International Airport) is de internationale luchthaven bij de Zimbabwaanse stad Bulawayo.
De luchthaven is vernoemd naar Joshua Nkomo, de oprichter van de Zimbabwe African People’s Union en vicepresident van Zimbabwe van 1988 tot 1999.
Een nieuw luchthavengebouw werd geopend op 1 november 2013.

## Verbindingen
- Airlink - Johannesburg
- Air Zimbabwe - Harare, Victoria Falls, Johannesburg
- Fastjet Zimbabwe - Harare